# Bleasdalea ferruginea
Bleasdalea ferruginea là một loài thực vật có hoa trong họ Quắn hoa. Loài này được (A.C.Sm.) A.C.Sm. & J.E.Haas miêu tả khoa học đầu tiên năm 1975.